# Jelena Lolović
Jelena Lolović (en serbe : Јелена Лоловић) est une skieuse alpine serbe née le 14 juillet 1981 à Sarajevo, en Yougoslavie, aujourd'hui en Bosnie-Herzégovine. Elle prend part à toutes les disciplines, avec une prédilection pour les épreuves techniques.

## Biographie
Elle apprend le ski à l'âge de cinq ans à Pale, puis se rend à Belgrade pour fuir la guerre et devient membre du club Čukarički.
Après des débuts en compétition FIS en 1996, sa première sélection majeure a lieu aux Championnats du monde 1999.
Elle participe aux Jeux olympiques d'hiver de 2002, de 2006 et de 2010. À chaque fois, elle est le porte-drapeau de son pays lors de la cérémonie d'ouverture. Comme meilleurs résultats, elle compte deux 30e places au slalom géant en 2006 à Turin et au super G en 2010 à Vancouver, pour sa dernière compétition dans l'élite du ski alpin.
Son meilleur résultat aux Championnats du monde est une 19e place au combiné en 2005 à Bormio. Elle a aussi terminé ses trois courses en 2009 à Val d'Isère dans le top trente, dont à la 22e place sur le slalom.
Elle fait ses débuts dans la Coupe du monde en janvier 2001. Elle marque ses premiers points en février 2005 au combiné de San Sicario (22e) et obtient son meilleur résultat en novembre 2009 au slalom d'Aspen (14e).
Aux Universiades, elle totalisé quatre médailles dont un en or décrochée sur la descente de l'édition 2005 à Innsbruck.
Elle est montée sur un podium de Coupe d'Europe en 2005 en slalom géant à Alleghe.

## Palmarès

### Jeux olympiques d'hiver
| Épreuve / Édition | Salt Lake City 2002 | Turin 2006 | Vancouver 2010 |
| Super G           |                     | 43e        | 30e            |
| Slalom géant      | 40e                 | 30e        | 33e            |
| Slalom            | Abandon             | 43e        | Abandon        |
| Combiné           |                     | Abandon    |                |

### Championnats du monde
| Épreuve / Édition | Vail/Beaver Creek 1999 | Saint-Moritz 2003 | Bormio 2005 | Åre 2007 | Val d'Isère 2009 |
| Slalom géant      | Abandon                | 37e               | 33e         | Abandon  | 25e              |
| Slalom            | Abandon                | Abandon           | Abandon     | Abandon  | 22e              |
| Super G           |                        |                   | 33e         |          | 26e              |
| Combiné           |                        |                   | 19e         |          |                  |

### Coupe du monde
- Meilleur classement général : 96e en 2008.
- Meilleur résultat : 14e.

| Saison/Classement | Général | Général | Slalom géant | Slalom géant | Slalom | Slalom | Combiné | Combiné |
| Saison/Classement | Class.  | Points  | Class.       | Points       | Class. | Points | Class.  | Points  |
| ----------------- | ------- | ------- | ------------ | ------------ | ------ | ------ | ------- | ------- |
| 2005              | 105e    | 9       | -            | -            | -      | -      | 22e     | 9       |
| 2007              | 100e    | 24      | 40e          | 15           | 49e    | 9      | -       | -       |
| 2008              | 96e     | 23      | 39e          | 12           | 54e    | 4      | 36e     | 7       |
| 2010              | 108e    | 18      | -            | -            | 46e    | 18     | -       | -       |

### Universiades
- Tarvisio 2003 :
  -  Médaille de bronze au slalom géant.
- Innsbruck 2005 :
  -  Médaille d'or à la descente.
  -  Médaille d'argent au super G.
  -  Médaille d'argent au slalom géant.

### Coupe d'Europe
- 1 podium.